# Dlouhý Most
Dlouhý Most là một làng thuộc huyện Liberec, vùng Liberecký, Cộng hòa Séc.